# ヨハン・ハインリヒ・シュルツェ

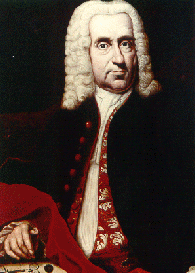
ヨハン・ハインリヒ・シュルツェ

ヨハン・ハインリヒ・シュルツェ（Johann Heinrich Schulze、1687年5月12日 - 1744年10月10日）は、現在のザクセン＝アンハルト州コルビッツ（Colbitz）に生まれ、ハレで没した、ドイツの博学者。塩化銀の感光性を発見した人物である。シュルツェは、アカデミア・フリデリキアナ・ハレンシス（ラテン語: Academia Fridericiana Halensis、「ハレのフリードリヒ学院」の意）と称されたハレ大学（現在のマルティン・ルター大学ハレ・ヴィッテンベルクの前身のひとつ）の草創期における、最も優れた科学者の一人であった。

## 生涯
ヨハン・ハインリヒ・シュルツェは、1687年5月12日に、コルビッツで仕立て屋の息子として生まれた。シュルツェは幼くして片方の親を失くし、アウグスト・ヘルマン・フランケ（August Hermann Francke）の孤児院で、1697年から1704年まで教育を受けた。1704年から1717年まで、ハレ大学で医学、化学、哲学、神学を学んだ。
1720年から1732年まで、シュルツェはアルトドルフ大学（Universität Altdorf）の教授となり、その後1744年まではハレ大学教授を務めた。ハレ大学においては、古代学（Altertümer）の教授であったが、やがて、これに加えて医学部の教授陣にも加わることになった。これは、数年間待った末に実現したものであった。シュルツェの最も重要な業績は、医学史を基礎を築いたことであった。シュルツェは古代の著者たちの文章を用いて講義していたが、その学生たちの中には（後に美術史家となった）ヨハン・ヨアヒム・ヴィンケルマンもいた。シュルツェはまた、18世紀を代表する貨幣学の研究者であったとも考えられている。シュルツェは自らの収集品を、学術教育にも用いていた。シュルツェの収集品は、ハレ大学（マルティン・ルター大学ハレ）の考古学研究所に保存されている。
1719年、シュルツェは、ヨハンナ・ゾフィー・コルヴィヌス（Johanna Sophie Corvinus）と、コルビッツで結婚した。ヨハン・ルートヴィヒ・シュルツェ（Johann Ludwig Schulze、1734年 - 1799年、文献学者・神学者）は、シュルツェの息子である。シュルツェは、1744年10月10日にハレで没した。
ハレの彫刻家ハイディ・ヴァグナー・ケルコフ（Heidi Wagner-Kerkhof）は、1983年にシュルツェの記念メダルを制作した。

## 塩化銀の感光性を発見
シュルツェは、陽のあたる窓枠に置いていたガラス瓶に入れた硝酸が変色していることに気付いた。その硝酸はすでに使用済みのもので、硝酸銀が含まれていた。シュルツェは、実験によって変色の原因を見つけようとした。この反応が、太陽の光によって生じたものなのか、熱によって生じたものなのかは、はっきりしていなかった。1717年、シュルツェは、硝酸銀を窯で加熱しても黒く変色はしないことを突き止めた。熱は変色の原因ではないことが分かったのである。そこで、硝酸銀の入ったガラス瓶の一部を不透明な素材で覆って日光に晒して、しばらくすると、覆われていないところだけが変色していた。覆われていた部分には変化は起こっていなかった。シュルツェは、こうした実験によって、塩化銀の感光性を明らかにした。
1719年、シュルツェはこの研究結果を『Bibliotheca Novissima Oberservationum ac Recensionum 』誌上に、論文「Scotophorus pro phosphoro inventus, seu experimentum curiosum de effectu radiorum solarium（光の運び手のための闇の運び手の発見、あるいは、太陽光の興味深い効果についての実験）」と題して公表した。この論文は、1727年に同じ題目でドイツ自然科学アカデミー・レオポルディーナの『Acta physico-medica』誌にも転載された。1913年にシュルツェの発見の重要性を指摘したヨーゼフ・マリア・エーダー（Josef Maria Eder）は、転載の方しか知らなかった。

## 著作
- Scotophorus pro phosphoro inventus: seu experimentum curiosum de effectu radiorum solarium. In: Bibliotheca Novissima observationum et recensionum. Ed. J. Chr. Franck, Sectio V, Nr. VII. Halae Magdeburgicae 1719, S. 234–240
- Scotophorus pro phosphoro inventus, seu experimentum curiosum de effectu radiorum solarium. In: Acta physico-medica, Leopoldina Band 1, 1727, S. 528-532
- Historia medicinae. A rerum initio ad annum urbis Romae DXXXV deducta ; acced. tabulae aeneae, chronologica et indices copiosi / studio Io. Monath, Lipsiae 1728
- Johann Heinrich Schultzens Abhandlung von der Stein-Chur durch innerliche Artzeneyen überhaupt und insonderheit von der neulich bekannt gewordenen Englischen. Franckfurt 1740 (デジタル版 - Universitäts- und Landesbibliothek Düsseldorf)
- Joh. Heinr. Schulzens chemische Versuche. Waysenhaus, Halle 1745 (デジタル版)

## 文献
- Julius Leopold Pagel [in ドイツ語] (1891). "Schulze, Johann Heinrich". Allgemeine Deutsche Biographie (ドイツ語). Vol. 33. Leipzig: Duncker & Humblot. pp. 4–5.
- Hans-Dieter Zimmermann: Schulze, Johann Heinrich. In: Neue Deutsche Biographie (NDB). Band 23, Duncker & Humblot, Berlin 2007, ISBN 978-3-428-11204-3, S. 725 f. (電子テキスト版).
- Josef Maria Eder: Quellenschriften zu den frühesten Anfängen der Photographie bis zum XVIII. Jahrhundert, Halle a. d. Saale: Knapp 1913, S. 97–104
- Josef Maria Eder: Johann Heinrich Schulze, K. K. Graphische Lehr- und Versuchsanstalt, Wien 1917
- Wolfram Kaiser, Arina Völker: Johann Heinrich Schulze (1687 - 1744). Wissenschaftliche Beiträge der Martin-Luther-Universität Halle-Wittenberg 1980/45. Halle (Saale): Abt. Wissenschaftspublizistik der Martin-Luther-Universität 1980